# Szydlice (Pogorzelice)
Szydlice (kaszb. Szëdlëce) – część  wsi Pogorzelice w Polsce, położona w województwie pomorskim, w powiecie lęborskim, w gminie Nowa Wieś Lęborska.
W latach 1975–1998 Szydlice administracyjnie należały do województwa słupskiego.